# Music City Bowl
The Music City Bowl is a post-season American college football bowl game certified by the NCAA that has been played in Nashville, Tennessee, since 1998.
The 2020 edition, slated for December 30 between Missouri and Iowa, was cancelled on December 27 due to COVID-19 issues within Missouri's program.

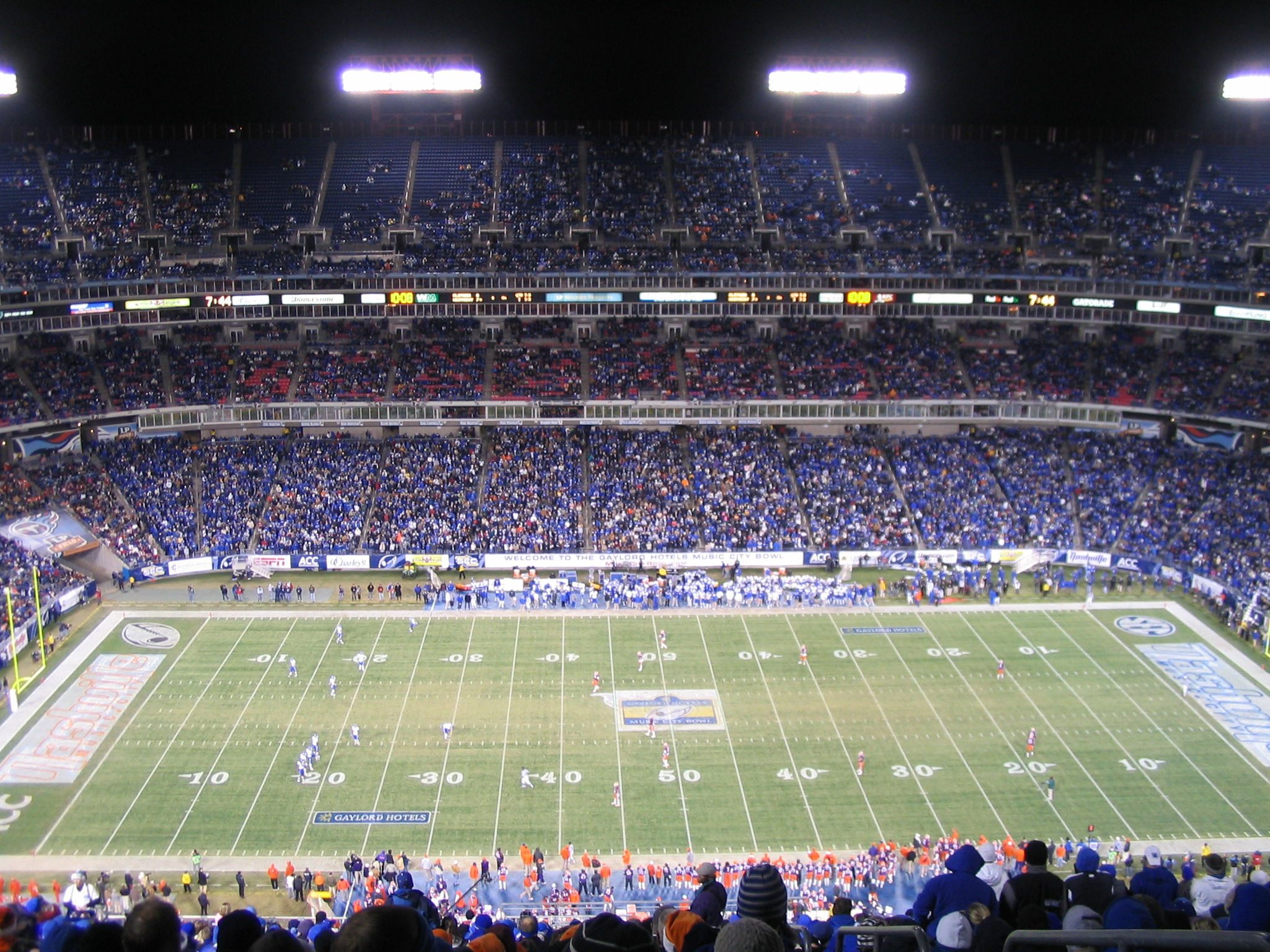
La edición del 2009 del Music City Bowl.

## Historia
La primera edición del Music City Bowl se jugó en el Vanderbilt Stadium en 1998. A inicios de 1999 el partido fue movido al recién construido estadio de los Tennessee Titans, actualmente con el nombre Nissan Stadium. American General Life & Accident (ahora subsidiaria de AIG) patrocinó el partido inaugural, y la ahora desaparecida "homepoint.com" lo patrocinó en 1999. No tuvo sponsor en 2000 y 2001. En 2002 Gaylord Hotels lo patrocinó y el partido pasó a llamarse Gaylord Hotels Music City Bowl. En 2003 Bridgestone fue el nuevo patrocinador, y el partido pasó a llamarse Gaylord Hotels Music City Bowl presented by Bridgestone. Bridgestone dejó de patrocinar el juego hasta 2007. A inicios de 2010 Franklin American Mortgage sirvió como patrocinador, con Gaylord como el major sponsor del evento. En diciembre de 2019 se anunció a TransPerfect, una compañía de servicios de traducción de Nueva York, firmó el contrato de patrocinio del bowl hasta 2025.

## Resultados
| Año  | Campeón                         | Campeón                         | Finalista                       | Finalista                       | Asistencia |
| ---- | ------------------------------- | ------------------------------- | ------------------------------- | ------------------------------- | ---------- |
| 1998 | Virginia Tech                   | 38                              | Alabama                         | 7                               | 41 248     |
| 1999 | Syracuse                        | 20                              | Kentucky                        | 13                              | 59 221     |
| 2000 | West Virginia                   | 49                              | Ole Miss                        | 38                              | 47 119     |
| 2001 | Boston College                  | 20                              | n.º 16 Georgia                  | 16                              | 46 125     |
| 2002 | Minnesota                       | 29                              | n.º 25 Arkansas                 | 14                              | 39 183     |
| 2003 | Auburn                          | 28                              | Wisconsin                       | 14                              | 55 109     |
| 2004 | Minnesota                       | 20                              | Alabama                         | 16                              | 66 089     |
| 2005 | Virginia                        | 34                              | Minnesota                       | 31                              | 40 519     |
| 2006 | Kentucky                        | 28                              | Clemson                         | 20                              | 68 024     |
| 2007 | Kentucky                        | 35                              | Florida State                   | 28                              | 68 661     |
| 2008 | Vanderbilt                      | 16                              | Boston College                  | 14                              | 54 250     |
| 2009 | Clemson                         | 21                              | Kentucky                        | 13                              | 57 280     |
| 2010 | North Carolina                  | 30                              | Tennessee                       | 27 (2 t.e.)                     | 69 143     |
| 2011 | Mississippi State               | 23                              | Wake Forest                     | 17                              | 55 208     |
| 2012 | Vanderbilt                      | 38                              | NC State                        | 24                              | 55 801     |
| 2013 | Ole Miss                        | 25                              | Georgia Tech                    | 17                              | 52 125     |
| 2014 | Notre Dame                      | 31                              | n.º 22 LSU                      | 28                              | 60 419     |
| 2015 | Louisville                      | 27                              | Texas A&M                       | 21                              | 50 478     |
| 2016 | Tennessee                       | 38                              | n.º 24 Nebraska                 | 24                              | 68 496     |
| 2017 | n.º 20 Northwestern             | 24                              | Kentucky                        | 23                              | 48 675     |
| 2018 | Auburn                          | 63                              | Purdue                          | 14                              | 59 024     |
| 2019 | Louisville                      | 38                              | Mississippi State               | 28                              | 46 850     |
| 2020 | Cancelado por casos de COVID-19 | Cancelado por casos de COVID-19 | Cancelado por casos de COVID-19 | Cancelado por casos de COVID-19 | —          |
| 2021 | Purdue                          | 48                              | Tennessee                       | 45 (t.e.)                       | 69 489     |

- Fuente:[8]

## Participaciones

### Por Equipo
| # | Equipo            | Apariciones | Record |
| - | ----------------- | ----------- | ------ |
| 1 | Kentucky          | 5           | 2–3    |
| 2 | Minnesota         | 3           | 2–1    |
| 2 | Tennessee         | 3           | 1–2    |
| 4 | Auburn            | 2           | 2–0    |
| 4 | Louisville        | 2           | 2–0    |
| 4 | Vanderbilt        | 2           | 2–0    |
| 4 | Boston College    | 2           | 1–1    |
| 4 | Clemson           | 2           | 1–1    |
| 4 | Mississippi State | 2           | 1–1    |
| 4 | Ole Miss          | 2           | 1–1    |
| 4 | Purdue            | 2           | 1–1    |
| 4 | Alabama           | 2           | 0–2    |

Equipos con una sola aparición
- Ganaron (7): North Carolina, Northwestern, Notre Dame, Syracuse, Virginia, Virginia Tech, West Virginia
- Perdieron (10): Arkansas, Florida State, Georgia, Georgia Tech, LSU, NC State, Nebraska, Texas A&M, Wake Forest, Wisconsin

### Por Conferencia
| Conferencia    | Record | Record | Record | Record                                               | Apariciones                                                                  | Apariciones |
| Conferencia    | J      | G      | P      | Ganados                                              | Perdidos                                                                     |             |
| -------------- | ------ | ------ | ------ | ---------------------------------------------------- | ---------------------------------------------------------------------------- | ----------- |
| SEC            | 22     | 9      | 13     | 2003, 2006, 2007, 2008, 2011, 2012, 2013, 2016, 2018 | 1998, 1999, 2000, 2001, 2002, 2004, 2009, 2010, 2014, 2015, 2017, 2019, 2021 |             |
| ACC            | 11     | 5      | 6      | 2005, 2009, 2010, 2015, 2019                         | 2006, 2007, 2008, 2011, 2012, 2013                                           |             |
| Big Ten        | 8      | 4      | 4      | 2002, 2004, 2017, 2021                               | 2003, 2005, 2016, 2018                                                       |             |
| Big East       | 4      | 4      | 0      | 1998, 1999, 2000, 2001                               |                                                                              |             |
| Independientes | 1      | 1      | 0      | 2014                                                 |                                                                              |             |

- Apariciones independientes: Notre Dame (2014)
- La American Athletic Conference (The American) retiene el pasado del Big East tras la separación de Big East]] original.

## Jugador Más Valioso

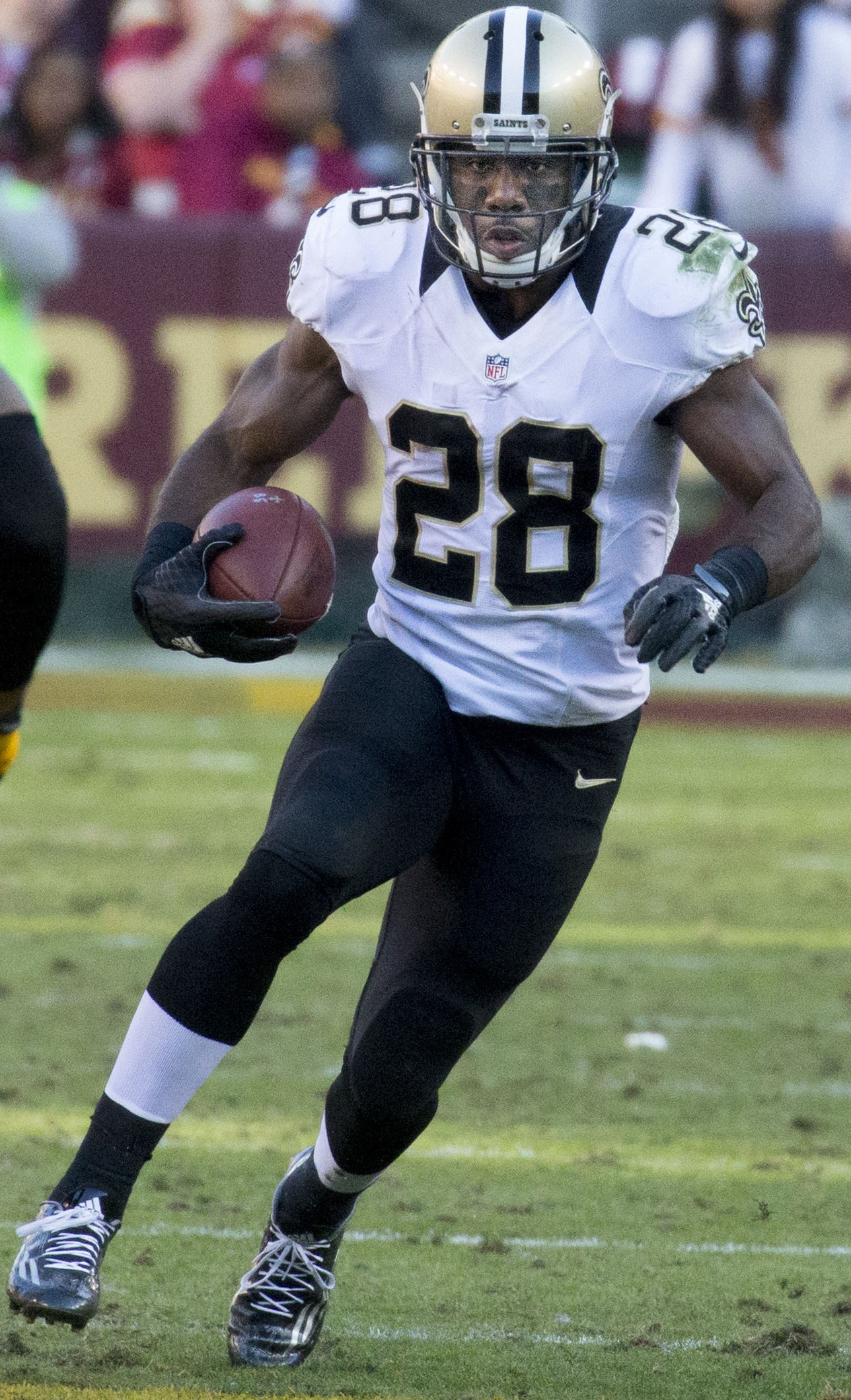
El MVP de 2009 C. J. Spiller

| Año  | MVP              | Equipo            | Posición |
| ---- | ---------------- | ----------------- | -------- |
| 1998 | Corey Moore      | Virginia Tech     | DE       |
| 1999 | James Mungro     | Syracuse          | RB       |
| 2000 | Brad Lewis       | West Virginia     | QB       |
| 2001 | William Green    | Boston College    | RB       |
| 2002 | Dan Nystrom      | Minnesota         | K        |
| 2003 | Jason Campbell   | Auburn            | QB       |
| 2004 | Marion Barber    | Minnesota         | RB       |
| 2005 | Marques Hagans   | Virginia          | QB       |
| 2006 | Andre' Woodson   | Kentucky          | QB       |
| 2007 | Andre' Woodson   | Kentucky          | QB       |
| 2008 | Brett Upson      | Vanderbilt        | P        |
| 2009 | C. J. Spiller    | Clemson           | RB       |
| 2010 | Shaun Draughn    | North Carolina    | RB       |
| 2011 | Vick Ballard     | Mississippi State | RB       |
| 2012 | Zac Stacy        | Vanderbilt        | RB       |
| 2013 | Bo Wallace       | Ole Miss          | QB       |
| 2014 | Malik Zaire      | Notre Dame        | QB       |
| 2015 | Lamar Jackson    | Louisville        | QB       |
| 2016 | Joshua Dobbs     | Tennessee         | QB       |
| 2017 | Justin Jackson   | Northwestern      | RB       |
| 2018 | Jarrett Stidham  | Auburn            | QB       |
| 2019 | Malik Cunningham | Louisville        | QB       |
| 2021 | Broc Thompson    | Purdue            | WR       |

## Records
| Equipo                             | Record, Equipo vs. Rival                                                                                                  | Año            |
| ---------------------------------- | --- | -------------- |
| Más Puntos Anotados                | 63, Auburn vs. Purdue | 2018           |
| Más Puntos Anotados (perdedor)     | 45, Tennessee vs. Purdue                                                                                                  | 2021           |
| Más Puntos en Conjunto             | 93, Purdue (48) vs. Tennessee (45)                                                                                        | 2021           |
| Menos Puntos Permitidos            | 7, Virginia Tech vs. Alabama                                                                                              | 1998           |
| Mayor victoria                     | 49, Auburn (63) vs. Purdue (14)                                                                                           | 2018           |
| Yardas Totales                     | 666, Tennessee vs. Purdue                                                                                                 | 2021           |
| Yardas Terrestres                  | 333, Northwestern vs. Kentucky                                                                                            | 2017           |
| Yardas Aéreas                      | 534, Purdue vs. Tennessee                                                                                                 | 2021           |
| First downs                        | 31, Tennessee vs. Purdue                                                                                                  | 2021           |
| Menos Yardas Permitidas            | 200, Vanderbilt vs. Boston College                                                                                        | 2008           |
| Menos Yardas Terrestres Permitidas | 21, Alabama vs. Minnesota                                                                                                 | 2004           |
| Menos Yardas Aéreas Permitidas     | 71, Virginia Tech vs. Alabama                                                                                             | 1998           |
| Individual                         | Record, Nombre, Equipo vs. Rival                                                                                          | Año            |
| Yardas Totales                     | 284, Tobias Palmer (NC State)                                                                                             | 2012           |
| Touchdowns Totales                 | 3, compartido con: Joshua Dobbs (Tennessee) Darius Slayton (Auburn) Cedric Tillman (Tennessee)                            | 2016 2018 2021 |
| Yardas Terrestres                  | 226, Lamar Jackson (Louisville)                                                                                           | 2015           |
| Touchdowns Terrestres              | 3, Joshua Dobbs (Tennessee)                                                                                               | 2016           |
| Yardas Aéreas                      | 534, Aidan O'Connell (Purdue)                                                                                             | 2021           |
| Pases de Touchdown                 | 5, compartido con: Brad Lewis (West Virginia) Jarrett Stidham (Auburn) Hendon Hooker (Tennessee) Aidan O'Connell (Purdue) | 2000 2018 2021 |
| Recepciones                        | 11, compartido con: Josh Reynolds (Texas A&M) Rondale Moore (Purdue)                                                      | 2015 2018      |
| Yardas por Recepción               | 217, Broc Thompson (Purdue)                                                                                               | 2021           |
| Recepciones de Touchdown           | 3, compartido con: Darius Slayton (Auburn) Cedric Tillman (Tennessee)                                                     | 2018 2021      |
| Tackleadas                         | 20, Jeremy Banks (Tennessee)                                                                                              | 2021           |
| Capturas                           | 3.0, Devonte Fields (Louisville)                                                                                          | 2015           |
| Intercepciones                     | 2, Michael Lehan (Minnesota)                                                                                              | 2002           |
| Jugadas Largas                     | Record, Nombre, Equipo | Año            |
| Touchdown Terrestre                | 89 yds., Leonard Fournette (LSU)                                                                                          | 2014           |
| Pase de Touchdown                  | 75 yds., compartido con: Anthony Jennings a John Diarse (LSU) Aidan O'Connell a Broc Thompson (Purdue)                    | 2014 2021      |
| Regreso de Kickoff                 | 100 yds., Leonard Fournette (LSU)                                                                                         | 2014           |
| Regreso de Despeje                 | 47 yds., Rafael Little (Kentucky)                                                                                         | 2006           |
| Regreso de Intercepción            | 65 yds., Trey Wilson (Vanderbilt)                                                                                         | 2012           |
| Despeje                            | 68 yds., Tyler Campbell (Ole Miss)                                                                                        | 2013           |
| Gol de Campo                       | 48 yds., Austin MacGinnis (Kentucky)                                                                                      | 2017           |
| Otros                              | Record, Equipo vs. Rival                                                                                                  | Año            |
| Mayor Asistencia                   | 69 489, Purdue vs. Tennessee                                                                                              | 2021           |